# L'altra faccia di Beverly Hills
(citazione tratta da Anna Karenina di Lev Tolstoj che introduce il film.)
L'altra faccia di Beverly Hills (Slums of Beverly Hills) è un film del 1998 scritto e diretto da Tamara Jenkins.

## Trama
Beverly Hills, luglio del 1976: la 14enne Vivian Abromowitz, oltre ai classici problemi legati all'adolescenza, deve affrontare anche una vita molto movimentata; infatti non ha una residenza fissa e si sposta di continuo da un piccolo appartamento all'altro nella periferia californiana insieme al padre Murray a ai due fratelli Ben e Rickey. Il padre, 65enne divorziato, è un ex ristoratore - un tempo benestante - che lavora in una concessionaria d'auto, ma gli affari non vanno per niente bene a causa della crisi energetica e spesso si fa prestare dei soldi dal fratello più ricco Mickey.
A sconvolgere ancora di più la vita della famiglia Abromowitz ci pensa l'arrivo di Rita, 29enne figlia di Mickey, scappata rocambolescamente da un centro di disintossicazione; Murray propone al fratello di ospitarla in casa propria e di iscriverla a un corso per diventare infermiera, in cambio di un assegno mensile che il facoltoso Mickey deve passargli ogni mese. Con questo denaro, la famiglia ha la possibilità di trasferirsi al "Camelot", un residence più grande e lussuoso rispetto a quelli dove erano stati in precedenza.
Nonostante la differenza d'età Vivian e Rita sono molto unite e a volte comunicano utilizzando un linguaggio in codice. Vivian scopre che Rita non è seriamente intenzionata a frequentare la scuola per infermieri e che non ha idea di cosa fare della sua vita; inoltre, Rita le annuncia di essere incita di un ragazzo che ha conosciuto durante la riabilitazione, ma quando quest'ultimo viene a scopire della gravidenza decide di lasciarla. Sconvolta, Rita riprende a usare sostanze stupefacenti e ha una crisi: Mickey inizialmente vuole evitare di contattare un dottore per evitare che il fratello possa scoprire la verità sulla figlia, ma alla fine il piccolo Rickey chiama i paramedici e la ragazza si salva. 
Nel frattempo Vivian, sempre più insicura sul suo aspetto fisico (in particolare, è convinta di avere un brutto seno, che giudica troppo ingombrante) inizia a frequentare Eliot, un ex vicino di casa nonché piccolo spacciatore di marijuana con il quale poi perderà la verginità, più perché lusingata dalle sue attenzioni che non per un reale interesse sentimentale. Un giorno, lo zio Mickey avvisa il fratello che vuole andarlo a trovare per constatare i progressi della figlia: il pranzo in cui le due famiglie si rivedranno sarà un disastro, poiché al momento di pagare il conto Mickey umilierà ripetutamente il fratello - accusandolo di non saper mantenere una famiglia - e Vivian, offesa nell'orgoglio, lo accoltellerà a una gamba. 
Proprio nel momento in cui Mickey sta urlando dal dolore, Rita trova il coraggio di confessargli che è incinta. A quel punto, la donna sale su un aereo con i genitori ormai indignati. Depresso e sconsolato, Murray carica ancora una volta i bambini in macchina e parte per un nuovo, triste trasloco. Nel tentativo di rallegrare il padre, Vivian suggerisce alla famiglia di fermarsi a pranzo per mangiare una bistecca economica da Sizzler, un rituale regolarmente suggerito dal padre come mezzo per dimostrare affetto ai figli.